# Zápas na Letních olympijských hrách 1984 – muži, řecko-římský do 52 kg
Zápas řecko-římský ve váhové kategorii do 52 kg probíhal na Letních olympijských hrách 1984 v Anaheimském Convention Center. O medaile se utkalo celkem 12 zápasníků.

## Turnajové výsledky
Zápasníci jsou rozděleni do dvou skupin. Je aplikován systém na dvě porážky.
Legenda
- TF — Lopatkové vítězství
- ST — Vítězství na technickou převahu, 12 bodů rozdíl
- PP — Vítězství na body, 1-7 bodů rozdíl, poražený s body
- PO — Vítězství na body, 1-7 bodů rozdíl, poražený bez bodů
- SP — Vítězství na body, 8-11 bodů rozdíl, poražený s body
- SO — Vítězství na body, 8-11 bodů rozdíl, poražený bez bodů
- P0 — Vítězství pro pasivitu, protivník bez bodů
- P1 — Vítězství pro pasivitu, vedoucí 1-7 bodů
- PS — Vítězství pro pasivitu, vedoucí 8-11 bodů
- DC — Vítězství z rozhodnutí, skóre 0-0
- PA — Vítězství pro soupeřovo zranění
- DQ — Vítězství pro soupeřovu diskvalifikaci
- DNA — Nenastoupil
- L — Porážky
- ER — Kolo vyřazení
- CP — Klasifikační body
- TP — Technické body

### Skupiny

#### Skupina A
| L      |                              | CP     | TP     |                              | L      |        |
| Kolo 1 | Kolo 1                       | Kolo 1 | Kolo 1 | Kolo 1                       | Kolo 1 | Kolo 1 |
| ------ | ---------------------------- | ------ | ------ | ---------------------------- | ------ | ------ |
| 0      | Acudži Mijahara (JPN)        | 3-0 P1 | 3:52   | Mihai Cişmaş (ROU)           | 1      |        |
| 1      | Jean-Pierre Chambellan (FRA) | 0-4 ST | 0-12   | Pang Te-du (KOR)             | 0      |        |
| 0      | Jon Rønningen (NOR)          | 4-0 ST | 12-0   | Anders Bükk (SWE)            | 1      |        |
| Kolo 2 |                              |        |        |                              |        |        |
| 0      | Acudži Mijahara (JPN)        | 4-0 ST | 12-0   | Jean-Pierre Chambellan (FRA) | 2      |        |
| 1      | Mihai Cişmaş (ROU)           | 3-1 PP | 5-3    | Jon Rønningen (NOR)          | 1      |        |
| 0      | Pang Te-du (KOR)             | 4-0 ST | 13-0   | Anders Bükk (SWE)            | 2      |        |
| Kolo 3 |                              |        |        |                              |        |        |
| 0      | Acudži Mijahara (JPN)        | 3-1 PP | 12-10  | Jon Rønningen (NOR)          | 2      |        |
| 2      | Mihai Cişmaş (ROU)           | 1-3 PP | 12-15  | Pang Te-du (KOR)             | 0      |        |
| Final  |                              |        |        |                              |        |        |
|        | Acudži Mijahara (JPN)        | 3-1 PP | 15-11  | Pang Te-du (KOR)             |        |        |

| Zápasník                     | L | ER | CP | Final |
| ---------------------------- | - | -- | -- | ----- |
| Acudži Mijahara (JPN)        | 0 | -  | 10 | 3     |
| Pang Te-du (KOR)             | 0 | -  | 11 | 1     |
| Jon Rønningen (NOR)          | 2 | 3  | 6  |       |
| Mihai Cişmaş (ROU)           | 2 | 3  | 4  |       |
| Anders Bükk (SWE)            | 2 | 2  | 0  |       |
| Jean-Pierre Chambellan (FRA) | 2 | 2  | 0  |       |

#### Skupina B
| L      |                        | CP        | TP     |                        | L      |        |
| Kolo 1 | Kolo 1                 | Kolo 1    | Kolo 1 | Kolo 1                 | Kolo 1 | Kolo 1 |
| ------ | ---------------------- | --------- | ------ | ---------------------- | ------ | ------ |
| 0      | Taisto Halonen (FIN)   | 4-0 ST    | 12-0   | Iván Garcés (ECU)      | 1      |        |
| 1      | Mahmoud Fathalla (EGY) | 0-4 ST    | 1-13   | Hu Richa (CHN)         | 0      |        |
| 1      | Daniel Aceves (MEX)    | 0-3 P1    | 4:51   | Erol Kemah (TUR)       | 0      |        |
| Kolo 2 |                        |           |        |                        |        |        |
| 0      | Taisto Halonen (FIN)   | 3-0 P1    | 4:50   | Mahmoud Fathalla (EGY) | 2      |        |
| 2      | Iván Garcés (ECU)      | 0-4 ST    | 2-14   | Daniel Aceves (MEX)    | 1      |        |
| 0      | Hu Richa (CHN)         | 3.5-.5 SP | 14-4   | Erol Kemah (TUR)       | 1      |        |
| Kolo 3 |                        |           |        |                        |        |        |
| 0      | Taisto Halonen (FIN)   | 3-1 PP    | 9-2    | Erol Kemah (TUR)       | 2      |        |
| 1      | Hu Richa (CHN)         | 1-3 PP    | 8-14   | Daniel Aceves (MEX)    | 1      |        |
| Final  |                        |           |        |                        |        |        |
|        | Hu Richa (CHN)         | 1-3 PP    | 8-14   | Daniel Aceves (MEX)    |        |        |
|        | Taisto Halonen (FIN)   | 1-3 PP    | 11-12  | Hu Richa (CHN)         |        |        |
|        | Daniel Aceves (MEX)    | 3-1 PP    | 9-9    | Taisto Halonen (FIN)   |        |        |

| Zápasník               | L | ER | CP  | Final |
| ---------------------- | - | -- | --- | ----- |
| Daniel Aceves (MEX)    | 1 | -  | 7   | 6     |
| Hu Richa (CHN)         | 1 | -  | 8.5 | 4     |
| Taisto Halonen (FIN)   | 0 | -  | 10  | 2     |
| Erol Kemah (TUR)       | 2 | 3  | 4.5 |       |
| Iván Garcés (ECU)      | 2 | 2  | 0   |       |
| Mahmoud Fathalla (EGY) | 2 | 2  | 0   |       |

### Finále
|                       | CP               | TP               |                      |                  |
| Zápas o 5. místo      | Zápas o 5. místo | Zápas o 5. místo | Zápas o 5. místo     | Zápas o 5. místo |
| --------------------- | ---------------- | ---------------- | -------------------- | ---------------- |
| Jon Rønningen (NOR)   | 4-0 ST           | 14-0             | Taisto Halonen (FIN) |                  |
| Zápas o 3. místo      |                  |                  |                      |                  |
| Pang Te-du (KOR)      | 4-0 ST           | 13-1             | Hu Richa (CHN)       |                  |
| Finálový zápas        |                  |                  |                      |                  |
| Acudži Mijahara (JPN) | 3-1 PP           | 9-4              | Daniel Aceves (MEX)  |                  |

## Finálové pořadí
1. Acudži Mijahara (JPN)
2. Daniel Aceves (MEX)
3. Pang Te-du (KOR)
4. Hu Richa (CHN)
5. Jon Rønningen (NOR)
6. Taisto Halonen (FIN)
7. Erol Kemah (TUR)
8. Mihai Cişmaş (ROU)